# 5633 (année hébraïque)
5633 (hébreu : ה'תרל"ג , abbr. : תרל"ג) est une année hébraïque qui a commencé à la veille au soir du 3 octobre 1872 et s'est finie le 21 septembre 1873. Cette année a compté 354 jours. Ce fut une année simple dans le cycle métonique, avec un seul mois de Adar. Ce fut la cinquième année depuis la dernière année de chemitta.

## Calendrier
Ce calendrier hébraïque de l'année 5633 donne les correspondances avec les dates du calendrier grégorien.
Le premier nombre dans chaque case correspond au jour du mois hébraïque. Les jours en couleurs sont des jours remarquables juifs .
| ◄◄ | 5633 | ►► |

## Naissances
- Johannes V. Jensen
- Otto Loewi

## Décès
- Ksav Sofer

5628 - 5629 - 5630 - 5631 - 5632 - 5633 - 5634 - 5635 - 5636 - 5637 - 5638